# جوانی (آلبوم)
جوانی (به انگلیسی: Youth) دومین آلبوم استودیویی ژاپنی‌زبان و در مجموع سومین آلبوم استودیویی گروه پسرانهٔ کره‌ای بی‌تی‌اس است که در ۷ سپتامبر ۲۰۱۶ منتشر شد. این آلبوم ۱۳ قطعه دارد.

## عملکرد تجاری
جوانی در نخستین روز انتشار، ۴۴٬۵۴۷ کپی فروخت و در جایگاه اول جدول روزانهٔ آلبوم‌های اوریکون قرار گرفت. این آلبوم در نهایت با فروش بیش از ۱۰۰٬۰۰۰ کپی در ژاپن، گواهی‌نامهٔ طلا دریافت کرد.

## فهرست قطعات
متن همهٔ ترانه‌ها توسط کی‌ام-مارکیت نوشته شده‌است.
| شماره      | نام                              | نویسنده(ها)                                                                    | تهیه‌کننده(ها)   | مدت   |
| ---------- | -------------------------------- | ------------------------------------------------------------------------------ | --------------- | ----- |
| ۱.         | «مقدمه: جوانی»                   | ریوجا آراِم هیت‌من بنگ پی‌داگ شوگا وی جونگ کوک جی-هوپ یوتا هیرو برادر سو دوین-چنل | ریوجا           | ۲:۱۶  |
| ۲.         | «بدو» (نسخهٔ ژاپنی)               | پی‌داگ هیت‌من بنگ آراِم شوگا وی جونگ‌کوک جی-هوپ                                    | پی‌داگ           | ۳:۵۵  |
| ۳.         | «آتش» (نسخهٔ ژاپنی)               | پی‌داگ هیت‌من بنگ آراِم شوگا دوین-چنل                                             | پی‌داگ           | ۳:۲۴  |
| ۴.         | «عالی» (نسخهٔ ژاپنی)              | پی‌داگ ایر اتک هیت‌من بنگ آراِم شوگا جی-هوپ                                       | پی‌داگ           | ۴:۰۵  |
| ۵.         | «روز خوب»                        | مت کب ریوجا شوگا جی-هوپ آراِم                                                   | مت کب ریوجا     | ۴:۲۵  |
| ۶.         | «نجاتم بده» (نسخهٔ ژاپنی)         | پی‌داگ ری مایکل جان جونیور اشتون فاستر سامانتا هارپر آراِم شوگا جی-هوپ           | پی‌داگ           | ۳:۱۹  |
| ۷.         | «پسران هیجان‌زده» (نسخهٔ ژاپنی)    | شوگا پی‌داگ هیت‌من بنگ آراِم جی-هوپ جین جیمین وی                                  | شوگا پی‌داگ      | ۴:۰۶  |
| ۸.         | «بِپسه» (نسخهٔ ژاپنی)              | پی‌داگ سوپریم بوی آراِم اسلو ربیت                                                | پی‌داگ           | ۳:۵۵  |
| ۹.         | «آرزو روی یک ستاره»              | مت کب ویلی ویکس دایسوکه آراِم شوگا جی-هوپ                                       | مت کب ویلی ویکس | ۴:۲۹  |
| ۱۰.        | «پروانه» (نسخهٔ ژاپنی)            | هیت‌من بنگ اسلو ربیت پی‌داگ برادر سو آراِم شوگا جی-هوپ                            | پی‌داگ           | ۴:۰۴  |
| ۱۱.        | «برای تو»                        | یوتا هیرو آراِم شوگا جی-هوپ پی‌داگ                                               | پی‌داگ           | ۴:۳۹  |
| ۱۲.        | «به تو نیاز دارم» (نسخهٔ ژاپنی)   | پی‌داگ هیت‌من بنگ آراِم شوگا جی-هوپ برادر سو                                      | پی‌داگ           | ۳:۳۳  |
| ۱۳.        | «پایان: همیشه جوان» (نسخهٔ ژاپنی) | اسلو ربیت آراِم هیت‌من بنگ شوگا جی-هوپ                                           | آراِم اسلو ربیت  | ۲:۵۴  |
| مجموع مدت: | مجموع مدت:                       | مجموع مدت:                                                                     | مجموع مدت:      | ۴۹:۰۴ |

| دی‌وی‌دی | دی‌وی‌دی                                                              | دی‌وی‌دی |
| شماره  | نام                                                                 | مدت    |
| ------ | ------------------------------------------------------------------- | ------ |
| ۱.     | «برای تو» (موزیک ویدئو)                                             | nil    |
| ۲.     | «برای تو» (پشت‌صحنه -فیلم‌برداری موزیک ویدئو-)                        | ۴:۱۶   |
| ۳.     | «به تو نیاز دارم» ((نسخهٔ ژاپنی) -موزیک ویدئو-)                      | ۳:۵۶   |
| ۴.     | «به تو نیاز دارم» ((نسخهٔ ژاپنی) (پشت‌صحنه) -فیلم‌برداری موزیک ویدئو-) | ۴:۰۵   |
| ۵.     | «بدو» ((نسخهٔ ژاپنی) -موزیک ویدئو-)                                  | ۳:۵۰   |
| ۶.     | «بدو» ((نسخهٔ ژاپنی) (پشت‌صحنه) -فیلم‌برداری موزیک ویدئو-)             | nil    |

## جداول
| جدول                              | بالاترین موقعیت |
| --------------------------------- | --------------- |
| جدول روزانهٔ آلبوم‌های اوریکون ژاپن | ۱               |
| جدول هفتگی آلبوم‌های اوریکون ژاپن  | ۱               |

## فروش‌ها و گواهی‌نامه‌ها
| منطقه           | گواهی | واحد گواهی‌شده/فروش |
| --------------- | ----- | ------------------ |
| ژاپن (آرآی‌ای‌جی) | طلا   | ۱۰۰٬۰۰۰            |

## تاریخچهٔ انتشار
| کشور | تاریخ          | قالب                 | ناشر       |
| ---- | -------------- | -------------------- | ---------- |
| ژاپن | ۷ سپتامبر ۲۰۱۶ | سی‌دی، دانلود دیجیتال | پونی کنیون |

## واژه‌نامه
1. ↑  Introduction: Youth
2. ↑  Dope, 超ヤベー
3. ↑  Good Day
4. ↑  Boyz with Fun, フンタン少年団
5. ↑  Baepsae, ペップセ
6. ↑  Wishing on a Star
7. ↑  Butterfly
8. ↑  For You
9. ↑  Epilogue: Young Forever